# Repentless
Repentless ist das elfte und letzte Studioalbum der amerikanischen Thrash-Metal-Band Slayer. Es wurde am 11. September 2015 veröffentlicht und ist das einzige Album der Band, das ohne Jeff Hanneman aufgenommen wurde, der am 2. Mai 2013 verstarb. Stattdessen ist Gary Holt zu hören. Außerdem spielte erstmals seit God Hates Us All 2001 wieder Schlagzeuger Paul Bostaph. Die Band veröffentlichte zudem erstmals ein Album bei Nuclear Blast, und auch Terry Date gab sein Debüt als Produzent für die Band, der Rick Rubin in dieser Funktion nach 29 Jahren und neun Studioalben ablöste. Die Pause zwischen World Painted Blood und Repentless war zudem die längste zwischen zwei Slayer-Alben. 2018 und 2019 begab sich die Band auf eine Abschiedstour und löste sich schließlich auf.

## Entstehung und Inhalt
Der Schreibprozess des Albums begann im November 2011, angekündigt von Dave Lombardo über Twitter. Kerry King sagte später, dass er und Lombardo vor ihrem Urlaub an Musik gearbeitet hatten und dass sie drei Songs fertiggestellt hatten, zusätzlich zu drei Outtakes von der vorherigen Platte. Die Band hoffte zunächst, dass das Album bis zum Sommer 2012 veröffentlicht werden könnte, aber dies konnte nicht verwirklicht werden. Denn bei Gitarrist Jeff Hanneman war Anfang 2011 eine nekrotisierende Fasziitis vermutlich nach einem Spinnenbiss diagnostiziert worden, was die Arbeiten verzögerte. Frontmann Tom Araya sagte später, dass das Album dann für eine Veröffentlichung 2013 vorgesehen war, aber auch diese Idee scheiterte.
Außerdem hatte King gesagt, dass zwei der neuen Songs vollständig aufgenommen worden waren und dass die Möglichkeit bestand, dass sie als EP veröffentlicht werden könnten, aber die Idee wurde später ebenfalls verworfen. King kündigte die Titel der Songs als Chasing Death und Implode an. Araya kündigte an, dass die Band nach Abschluss der Mayhem-Festival-Tour 2012, die im August des Jahres endete, mit dem Schreiben des neuen Albums beginnen werde. Da ihre aufgenommenen Songs noch gemischt werden mussten, gab King in einem Interview Ende August 2012 bekannt, dass es ein zwölftägiges Fenster gegeben hatte, in dem die Band „Greg Fidelman von Metallica entführen“ konnte, um das Album weiter zu produzieren. Bis dahin hatte die Band zwei Songs, denen Leadgitarrenparts und Gesang fehlten, und sechs Demos aufgenommen. Darüber hinaus sagte King, dass die Band noch drei weitere Demos aufgenommen habe.
Im Februar 2013 erklärte King in einem Interview, dass Hanneman noch nicht an dem Album beteiligt sei und die Band darauf warte, dass Labelprobleme vor der Aufnahme gelöst würden. King gab an, dass er und Lombardo acht Songs hatten, an denen sie ebenfalls arbeiteten. Auf die Frage, ob der Exodus-Gitarrist Gary Holt, der während Live-Shows für Hanneman eingesprungen war, auf der Platte spielen würde, bestritt King dies und sagte, dass er alle Gitarren außer Hannemans Lead-Parts spielen würde. King sagte auch, dass Hanneman noch kein Material für das Album angeboten habe. Araya widersprach später Kings Aussage über Hanneman und erklärte, Hanneman habe an Material für das Album gearbeitet. Kurz nach Hannemans Tod enthüllte Araya, dass Hanneman Musik geschickt hatte, an der er gearbeitet hatte, und Araya sagte später, dass ein Teil dieses Materials – einschließlich eines Outtakes von World Painted Blood – es auf das Album schaffen könnte.
Noch vor Hannemans Tod hatte King Zweifel geäußert, wer überhaupt auf dem Album spielen würde. Er erklärte, wenn die Arbeit am Album im Juni 2013 durchgeführt werden könne, sei zu hoffen, dass das Album im folgenden September oder Oktober erscheinen könne. Nach Hannemans Tod wurde Holt gefragt, ob er auf dem Album zu hören sein wird, worauf er antwortete, dass er wahrscheinlich einige Soli auf dem Album spielen würde, aber dass der Rest der Gitarrenarbeit von King stammen würde. King bestätigte diese Aussage später, erklärte aber, dass Holt nicht am Songwriting beteiligt sein würde und bemerkte: „Die Fans sind nicht bereit dafür.“
Laut Holt sollte die Aufnahme für das Album Ende 2013 beginnen. King gab später an, dass es Pläne gab, im Januar 2014 mit der Aufnahme zu beginnen. King gab weiter bekannt, dass er und Schlagzeuger Paul Bostaph elf Songs auf einem Demo aufgenommen hatten und gleichzeitig an einigen zusätzlichen Tracks arbeiteten, von denen sieben vollständige Texte hatten. Am 24. April 2014 bot Slayer einen kostenlosen Download von Implode an, ihrem ersten Song seit fünf Jahren sowie ihrer ersten Aufnahme mit Holt an der Gitarre. Darüber hinaus ist es die erste Aufnahme, auf der Bostaph seit 2001 auf God Hates Us All am Schlagzeug zu hören ist. Am selben Tag wurde bekannt gegeben, dass Slayer bei Nuclear Blast unterschrieben hatte und Anfang 2015 das elfte Studioalbum veröffentlichen würde.
2017 sprach Holt über die Aufnahme der Gitarrensoli, er habe „…alle Soli für dieses Album an einem Tag gemacht. Ich habe mich einfach mit einem Sechserpack Bier mit Kerry und Terry Date zusammengesetzt. Sie ließen mich einfach mein eigenes Ding machen. Tom kam herein, nachdem ich eine halbe Stunde lang mit einem Solo herumgespielt hatte und er sagte mir, dass der erste Take perfekt sei. Ich sagte ihm, dass sie mich wissen lassen müssen, weil ich die Aufnahmen meist immer wiederhole, und manchmal verlierst du etwas Gutes, wenn das passiert. Du musst wissen, wann du es einfach lassen und es behalten musst, egal ob es roh oder rau oder perfekt ist oder vielleicht ein bisschen Magie drin ist.“
In einem Interview sagte King, Chasing Death handle von Alkoholismus: „Es ist über Menschen, die zu viel trinken. Sie helfen sich nicht selbst, also jagen sie dem Tod nach.“ Er erklärte, Implode handle vom Ende der Welt. Das Album enthielt zudem den Song Piano Wire, der von Hanneman vor seinem Tod geschrieben wurde. Hanneman spielte allerdings nicht selbst.

## Veröffentlichung und Rezeption
Im Oktober 2014 gab die Band Pläne bekannt, einen neuen Song mit dem Titel When the Stillness Comes zu veröffentlichen. Das Lied wurde am 18. April 2015 für den Record Store Day veröffentlicht. Am 19. Juni 2015 stellte Slayer den Titeltrack auf YouTube zur Verfügung. Am 31. August 2015 veröffentlichte Slayer Cast the First Stone, einen weiteren Titel auf dem Album. Am 3. September 2015 wurde ein Blick hinter die Kulissen der Entstehung des Musikvideos für den Titeltrack des Albums veröffentlicht. Drei offizielle Singles wurden vom Album veröffentlicht: Repentless, You Against You und Pride in Prejudice.

### Rezensionen
Repentless erhielt allgemein positive Bewertungen von den Kritikern. Die Redaktion des Metal Hammer kürte Repentless zum Album des Jahres 2015.

### Charts und Chartplatzierungen
Das Album debütierte auf Platz vier in den Billboard 200, das Debüt der Band in ihrem Heimatland mit der höchsten Chartposition. Es führte auch die Albumcharts in Deutschland an – zum ersten und einzigen Mal für die Band – und war in den Top Ten von fast zwanzig Charts weltweit vertreten.
| ChartsChartplatzierungen       | Höchstplatzierung | Wochen |
| ------------------------------ | ----------------- | ------ |
| Deutschland (GfK)              | 1 (12 Wo.)        | 12     |
| Österreich (Ö3)                | 6 (5 Wo.)         | 5      |
| Schweiz (IFPI)                 | 3 (7 Wo.)         | 7      |
| Vereinigtes Königreich (OCC)   | 11 (3 Wo.)        | 3      |
| Vereinigte Staaten (Billboard) | 4 (4 Wo.)         | 4      |

## Titelliste
Alle Songs wurden von Kerry King und Tom Araya geschrieben, außer wo angegeben.
| Nr.          | Titel                               | Text          | Musik        | Länge |
| ------------ | ----------------------------------- | ------------- | ------------ | ----- |
| 1.           | Delusions of Saviour (Instrumental) |               | King         | 1:55  |
| 2.           | Repentless                          |               |              | 3:19  |
| 3.           | Take Control                        |               |              | 3:14  |
| 4.           | Vices                               |               |              | 3:32  |
| 5.           | Cast the First Stone                |               |              | 3:43  |
| 6.           | When the Stillness Comes            |               |              | 4:21  |
| 7.           | Chasing Death                       |               |              | 3:45  |
| 8.           | Implode                             |               |              | 3:49  |
| 9.           | Piano Wire                          | Jeff Hanneman | Hanneman     | 2:49  |
| 10.          | Atrocity Vendor                     | King          | King         | 2:55  |
| 11.          | You Against You                     |               |              | 4:21  |
| 12.          | Pride in Prejudice                  |               |              | 4:14  |
| Gesamtlänge: | Gesamtlänge:                        | Gesamtlänge:  | Gesamtlänge: | 41:57 |

## Tour
Von der Repentless-Tour wurde 2019 das Livealbum The Repentless Killogy (Live at the Forum in Inglewood, CA) veröffentlicht.